# Andròstenes de Cízic
Andròstenes (en grec antic: Ἀνδρόσθενης, llatí: Androsthenes) fou un oficial de l'Imperi Selèucida natural de Cízic. Antíoc III el Gran el va enviar a l'Índia per recollir els tresors que li havia promès el rei hindi Sofagasè, amb qui havia renovat un tractat d'aliança, segons que diu Polibi. El resultat de la missió es desconeix.